# Чимальтенанго (департамент)
Чимальтена́нго (ісп. Chimaltenango) — один з 22 департаментів Гватемали.
Адміністративний центр — місто Чимальтенанго. Межує на півночі з департаментом Кіче, на заході з департаментами Солола і Сучитепекес, на півдні з департаментом Ескуїнтла, на сході з департаментами Сакатепекес і Гватемала. Більшу частину населення департаменту становлять народи мая.
На території департаменту лежить місто Санта-Аполонія, знане своєю керамікою, міста Сан-Хуан-Комалапа і Патсун (відомий традиціями відзначати свято Тіла і Крові Христових у червні). У Чимальтенанго також є руїни цивілізації мая: Ішимче та Мішко-В'єхо, а також безліч дрібніших об'єктів культури мая.

## Муніципалітети
В адміністративному відношенні департамент підрозділяється на 16 муніципалітетів:
- Акатенанго
- Чимальтенанго
- Ель-Техар
- Паррамос
- Пацисія
- Пацун
- Почута
- Сан-Андреса-Іцсапа
- Сан-Хосе-Поакіль
- Сан-Хуан-Комалапа
- Сан-Мартіна-Хілотепек
- Санта-Аполонія
- Санта-Крус-Балану
- Текпан-Гватемала
- Епокапа
- Сарагоса